# Niles Welch
Niles Welch (Hartford, 29 luglio 1888 – Laguna Niguel, 21 novembre 1976) è stato un attore statunitense.
Nella su carriera, che va dai primi anni dieci ai tardi anni trenta, ricoprì ruoli da protagonista e poi da comprimario o da caratterista.

## Filmografia
- One Good Joke Deserves Another, regia di Wilfrid North - cortometraggio (1913)
- Love's Quarantine, regia di Wilfrid North - cortometraggio (1913)
- The Carpenter, regia di Wilfrid North - cortometraggio (1913)
- The Only Way, regia di Wilfrid North - cortometraggio (1913)
- Our Wives, regia di James Lackaye - cortometraggio (1913)
- A Royal Family, regia di William Nigh (1915)
- Emmy of Stork's Nest, regia di William Nigh (1915)
- A Yellow Streak, regia di William Nigh (1915)
- Merely Mary Ann, regia di John G. Adolfi (1916)
- The Kiss of Hate, regia di William Nigh (1916)
- The Crucial Test, regia di John Ince e Robert Thornby (1916)
- Behind the Veil, regia di Lucius Henderson - cortometraggio (1916)
- The Garden of Shadows, regia di Lucius Henderson - cortometraggio (1916)
- Miss George Washington, regia di J. Searle Dawley (1916)
- One of Many, regia di Christy Cabanne (1917)
- The Gulf Between, regia di Wray Physioc (1917)
- The Secret of the Storm Country, regia di Charles Miller (1917)
- Shame, regia di John W. Noble (1917)
- The Gates of Gladness, regia di Harley Knoles (1918)
- Her Boy, regia di George Irving (1918)
- The Face in the Dark, regia di Hobart Henley (1918)
- Jane Goes A' Wooing, regia di George Melford (1919)
- The Winning Girl, regia di Robert G. Vignola (1919)
- Reclaimed: The Struggle for a Soul Between Love and Hate, regia di Harry McRae Webster (1919)
- Little Comrade, regia di Chester Withey (1919)
- The Law of Men, regia di Fred Niblo (1919)
- The Virtuous Thief, regia di Fred Niblo (1919)
- Stepping Out, regia di Fred Niblo (1919)
- Beckoning Roads, regia di Howard Hickman (1919)
- The Luck of Geraldine Laird, regia di Edward Sloman (1920)
- Il coraggio di Magda (The Courage of Marge O'Doone), regia di David Smith (1920)
- The Spenders, regia di Jack Conway (1921)
- Reputation, regia di Stuart Paton (1921)
- Who Am I?, regia di Henry Kolker (1921)
- The Cup of Life, regia di Rowland V. Lee (1921)
- Remorseless Love, regia di Ralph Ince (1921)
- The Sin of Martha Queed, regia di Allan Dwan (1921)
- The Way of a Maid, regia di William P.S. Earle (1921)
- La signorina divorziata (Why Announce Your Marriage?), regia di Alan Crosland (1922)
- Reckless Youth, regia di Ralph Ince (1922)
- Evidence, regia di George Archainbaud (1922)
- Under Oath, regia di George Archainbaud (1922)
- Rags to Riches, regia di Wallace Worsley (1922)
- Who Are My Parents?, regia di J. Searle Dawley (1922)
- What Wives Want, regia di Jack Conway
- Sawdust, regia di Jack Conway (1923)
- A Little Girl in a Big City, regia di Burton L. King (1925)
- The Six-Fifty, regia di Nat Ross (1923)
- Il sussurro della calunnia (The Whispered Name), regia di King Baggot (1924)
- My Man, regia di David Smith (1924)
- The Right of the Strongest, regia di Edgar Lewis (1924)
- Il vino della giovinezza (Wine of Youth), regia di King Vidor (1924)
- Virtue's Revolt, regia di James Chapin (1924)
- Dangerous Pleasure, regia di Harry Revier (1924)
- The Phantom, regia di Alan James (1931)
- Cross-Examination, regia di Richard Thorpe (1932)
- The Miracle Rider, regia di B. Reeves Eason, Armand Schaefer (1935)